# Assolo
Assolo é uma comuna italiana da região da Sardenha, província de Oristano, com cerca de 478 habitantes. Estende-se por uma área de 16 km², tendo uma densidade populacional de 30 hab/km². Faz fronteira com Albagiara, Genoni (NU), Nureci, Senis, Villa Sant'Antonio.